# Пётр I Петрович
Пётр I Петрович Негош (серб. Петар I Петровић Његош, 1748 — 18 октября 1830, Цетинье) — митрополит и правитель Черногории. Канонизирован Сербской православной церковью в лике святителя под именем Пётр Цетинский.

## Биография

### Начало правления
Пётр I Петрович Негош родился в 1748 году в Негушах. В 17 лет стал дьяконом. В 1765 году он отправился на обучение в Россию. В 1779 году входил в состав черногорской делегации, которая в Вене просила у австрийской императрицы Марии Терезии о покровительстве и финансовой помощи княжеству.
Убийство Стефана Малого и провозглашение Арсения Пламенаца владыкой княжества (он так же, как и его предшественник, не являлся членом династии Петровичей-Негошей) опять привело Черногорию к анархии. После смерти Пламенаца Черногорский собор избрал на престол Петра.
Из Карловцев, где он был коронован, Пётр отправился в Россию в целях улучшения отношений с русским двором после периода правления Стефана Малого. Владыку и его будущего секретаря Франческо Дольчи де Висковича ожидал недружественный прием. Князь Григорий Потемкин выслал его из Санкт-Петербурга. Одна из версий гласит, что причиной этому послужило то, что владыка встретился с сербским генералом Семеном Зоричем, недоброжелателем князя. Не исключено и то, что в Санкт-Петербурге узнали об отношениях Черногории и Австрии.
Императрица Екатерина пригласила владыку к себе на прием ещё до того, как он покинул границу империи, но Петр был глубоко оскорблен. По возвращении на родину он поклялся, что ноги его не будет в России. Однако, по возвращении из Санкт-Петербурга, Петр заявил: «Тот, кто против России, тот против всех славян», так как Российская империя была верной союзницей Черногории со времен Петра и до самой революции 1917 года в России).

### Конфликт сОсманской империей
Когда в 1785 году Петр находился в России, княжество Черногория подверглась нападению скадарского визиря Махмуда-паши Бушатлия, который утверждал, что он потомок Станко Черноевича. Бушатлия добрался до Цетинья, где он сжег Цетинский монастырь. Когда Петр вернулся на родину, Австрия и Россия откликнулись на призыв помочь владыке в оборонительной войне против подданного Османской империи. 13 августа 1787 года Порта объявила войну России. В эту войну также должна была вступить Австрия, как союзник России. Между Австрией и Россией было, несмотря на все уверения в дружбе, слишком много недоверия и зависти. Когда Россия, призывая своих соплеменников к борьбе, послала в Черногорию майора Саву Мирковича, в Вене посчитали что от этого соглашения союзников ей только вред и Австрия послала двоих офицеров, Филипа Вукасовича и Людвига Пернета. Действия Мирковича в Черногории были направлены против австрийских поисков выгоды, представляя её черногорцам как противника православия. Вукасович поддерживает Йована Радонича, Петровского проавстрийского конкурента.
Австрия и Россия в 1791 и 1792 годах закончили войну с Османской империей, и Черногория столкнулась со старым врагом — Махмудом Пашой Бушатлией. В дополнение к многочисленным армиям была организованная специальная, распространяющая розни, среди племен в горах Черногории, и в части свободной Черногории. В критический момент накануне нападения Османской империи, Петр собрал черногорцев и горцев(Brđani)(термин для жителей горного района Черногории и Сербии) и был подписан закон (присяга) под названием Стега.
В 1796 году черногорцы одержали две крупные победы в Лешанской нахии — битва под Мартиничами и битва при Крусах. В битве при Крусах 3 октября 1796 года. 30-тысячное османское войско во главе с Махмудом-пашой Бушатлией и семь французских офицеров были разбиты 6-тысячным черногорским войском. Сам Махмуд-паша Бушатлия был убит в бою, его голову, как символ победы Черногории отнесли в Цетинский монастырь, в месть за то, что он сделал с Цетинским монастырём. Черногория полностью освободилась от власти Османской империи.
При митрополите Петре Черногория получила первый письменный законник 1798 года. Также был введен орган власти, который назывался Правительство суда черногорского и брданского.

### Конфликт с Наполеоном
В 1806 году армия Наполеона Бонапарта стремилась укрепить свою власть в Черногории, наступая с Которской бухты. Армия епископа Петра, русские войска и русский флот во главе с адмиралом Сенявиным вынудили французские войска отступить даже из Дубровника.
Российский император Александр I пытался уговорить епископа Петра передать Бока Которский залив Австрийской империи, но епископ не согласился, так как черногорские силы дошли до Херцег-Нови. Александр I изменил своё отношение и помог отбить черногорцам Корчулу и Брач.
Далее наступление прерывается, когда великий французский флот наступает, а русский вынужден отступить, чтобы защитить Ионические острова. В соответствии с Тильзитским миром 1807 года, подписанным Россией и Францией после Войны четвёртой коалиции, Бока Которский залив был передан Франции. В войне 1807—1812 османские войска, которых поддерживали французские отряды, нападали на Черногорию по всей границе, а черногорцы не успевали отбить все нападения. Владыка Петр был в постоянном контакте с Карагеоргием во время Первого сербского восстания и заключает с ним союз для освобождения покоренных сербских земель. С этой целью ведется борьба с турками. В 1813 году черногорцы, Россия и Великобритания повторно захватили Которский залив. Венский конгресс, прошедший в том же году, вернул Которскую бухту Австрийской империи, а Черногория не была признана в качестве суверенного государства.
После этого разочарования Черногория сильно пострадала. Тысячи черногорцев умерли от голода, сотни эмигрировали в Княжество Сербия и Российскую империю. В 1820 году горцы из Морачи во главе с сердаром Мркоем Миюшковичем (Мркоје Мијушковић) разбили главные турецкие войска из Боснии на севере Черногории.
У Петра был план создания славяно-сербского государства, которое включало бы Боснию, Сербию, Черногорию, Которский залив и Хорватию со столицей в Дубровнике. Править должны были русский царь и царь сербов. В то время владыка Пётр был регентом сербского царя. План осуществить в то время было невозможно, поэтому он остался безуспешным.
Пётр был готов назначить Георгия Савовича Петровича (Ђорђије Савов Петровић) наследником, но он предпочел армию и стал офицером. Таким образом, 20 января 1827 года его преемником стал Радет Томович (Фомович) Петрович (Радет Томов Петровић), будущий Петр II Петрович.
Владыка Пётр I Петрович Негош умер в 1830 году.

### Работы
- Поучење у стиховима (Поученье в стихах)
- Синови Иванбегови (Сыновья Иван-бэя)
- Пјесма Карађорђу (Стих Карагеоргию)
- Српско Бадњи вечеTo (Сербский канун Рождества)

### Отношения с Россией
Пётр был в России с дипломатической миссией. Выступал за создание славяно-сербского царства, которое контролировало бы Сербию (включая Косово), Черногорию, Боснию, Хорватию под владычеством российского императора.
В последней части своего предсмертного завещания пожелал бед и несчастий, физических мучений (отваливания плоти от костей, пока те ещё живы) и физической смерти, а также отмены добрых дел и попадания в Ад черногорцам и брджанским сербам, не желающим союза с Россией, анафемствовав их и призвав проклятие как на них, так и на их детей и все последующие поколения потомков, пожелав им прерывание рода:

А ежели кто в нашем народе не примет эти мои последние слова и советы за истину, или не будет подчиняться всему, как говорит эта книга, а посмеет сеять смуту и раздор среди людей словом или делом, тогда каждого из них, кем бы он ни был, мирянин или духовник, я на смертном одре предаю моим вечным проклятию и анафеме, как его, так и его род и потомство, и да сотрётся и сгинет его след и дом! И точно так же дай Бог всякому, кто будет искать, как отвратить вас от благочестивой и христолюбивой России, и всякому из вас, черногорцев и брджан, дошедших [хотя бы] помыслить отступиться от покровительства м надежды на единородную и единоверную Россию, дай ему Бог, чтоб с него живьём мясо сошло и всякое добро мирское и вечное отступило!
Оригинальный текст (серб.)Ако би се ко нашао у народу нашему да не пријми ове моје потоње ријечи и препоруке за истините, или ако не би све тако послушао како сва књига изговара, него би какву смутњу и раздор међу народом усудио се чинити словом или дјелом, тога свакојега, ко би гођ он био, мирскиј или духовниј, ја на самертниј час мој вјечноме проклетству и анатеми предајем, како њега тако и његов род и пород, да му се и траг и дом ископа и утре! Исто тако да Бог да и ономе, кои би вас од вјерности к благочестивој и Христољубивој Русии отлучити поискао и свакојему ако би се кои из вас Церногорацах и Берђанах нашао да помисли отступити од покровитељства и нада на једнородну и јединовјерну нама Русију, да Бог дајакиј те од њега живога месо одпадало и свако добро временито и вјечно отступило!

## Память
- Памятник на территории Национального технического университета Украины «Киевский политехнический институт» в сквере возле научно-технической библиотеки университета. Открыт в июне 2013 года[4]

## В кино
- «Наперекор всему» (Živjeti za inat) — режиссер Юрий Ильенко (СССР-Югославия, 1972); в роли Петра Негоша — Владо Попович (Vlado Popović).